# Wilhelm Poller
Julius Wilhelm Poller (* 6. Juni 1860 in Kleinschirma; † 15. März 1935 in Mühlheim am Main) war ein deutscher Politiker und Polizeipräsident von Kiel.

## Leben

### Anfänge
Poller war der Sohn des Metallformers Karl Heinrich Poller (1836–1895) und seiner Frau Ida Friederike, geb. Epperlein (1840–1881). 1872 zog die Familie nach Rasephas bei Altenburg. Nach der Schule lernte Wilhelm Poller ab 1874 ebenfalls den Beruf des Metallformers. Anschließend – um 1877 – leistete er seinen Militärdienst ab. 1882 ging er für acht Jahre auf Wanderschaft und arbeitete in verschiedenen Betrieben. Seine Wanderschaft führte ihn von Dresden über Schmalkalden und Brieg bei Breslau bis nach Kiel, wo er ab 1890 lebte und auf verschiedenen Werften arbeitete.

### Politik
Im Mai 1891 heiratete er Clara Maria Martha, geb. Köhler (1867–1905), die aus einem sozialdemokratischen Elternhaus in Dresden stammte. In Kiel begann Poller auch, sich politisch für die SPD zu engagieren, 1894 wurde er aufgrund seiner politischen Tätigkeiten entlassen, er erhielt aber schnell die Möglichkeit für die sozialdemokratische "Schleswig-Holsteinische Volkszeitung" zu arbeiten. Im selben Jahr nahm Poller als Delegierter für den Reichstagswahlkreis Kiel-Neumünster am Parteitag der SPD in Frankfurt am Main teil. 1895 wurde Poller wegen eines Zeitungsartikels, in dem er Wilhelm II. kritisiert hatte, verhaftet. Er wurde zu neun Monaten Haft wegen "Majestätsbeleidigung" verurteilt. Die Haft saß er im Zuchthaus in Glückstadt ab.
Ab 1900 bekleidete Poller den Posten des "Vertrauensmanns" für den 7. Wahlkreis Kiel-Neumünster und arbeitete dabei eng mit Carl Legien zusammen. 1905 schuf man eine neue Organisationsstruktur der SPD und Vorsitzender des neuen "Sozialdemokratischen Zentralvereins", der große Teile Kiels und des Umlands umfasste, wurde Wilhelm Poller. 1907 wurde Poller dann hauptamtlicher, besoldeter Parteisekretär und legte seine journalistische Tätigkeit nieder. 1909 wurde er ins Kieler Stadtparlament gewählt. 1911 schlossen sich die vier Ortsvereine des Kieler Stadtgebiets zum "Sozialdemokratischen Verein Groß-Kiel" zusammen, Poller wurde zusätzlich Mitglied des SPD-Bezirksvorstands.

### Weimarer Republik
In der Novemberrevolution 1918 war Poller an verschiedenen entscheidenden Gesprächen beteiligt und war auch selbst als Redner aktiv. Ende Dezember 1918 wurde Poller zum ehrenamtlichen Magistratsmitglied gewählt. 1919 nahm er wahrscheinlich als Gast an der Weimarer Nationalversammlung teil. Im April 1919 wurde Poller kommissarisch – ab Juli 1919 dann auch offiziell – Polizeipräsident von Kiel. Neben der Demokratisierung der Polizei waren die Abwehr der Angriffe von links und rechts auf die öffentliche Ordnung und die Aufrechterhaltung von Ruhe und Ordnung die größten Herausforderungen. Im Rahmen des Kapp-Putsches im März 1920 wurde Poller abgesetzt und unter Hausarrest gestellt. Schon nach wenigen Tagen brach der Putsch jedoch zusammen und Poller wurde wieder in sein Amt eingesetzt. 1924 wurde Poller pensioniert. Im Alter blieb er der kulturellen Arbeiterbewegung eng verbunden.

### Nationalsozialismus
Mit der Machtübernahme der Nationalsozialisten wurde ihm noch im Jahr 1933 sein Ruhegehalt aberkannt. Wilhelm Poller zog wahrscheinlich 1934 zu seinem Sohn Oskar nach Mühlheim am Main, wo er im Alter von 74 Jahren am 1. März 1935 starb. Pollers Sohn Walter wurde von den Nationalsozialisten als Redakteur einer sozialdemokratischen Zeitung in Hamm verhaftet, er ging in den Widerstand und war später im KZ Buchenwald inhaftiert.